# Pawel Banja
Pawel Banja (auch Pavel Banya geschrieben, bulgarisch Павел Баня) ist eine Kleinstadt in Zentralbulgarien. Sie ist Zentrum der gleichnamigen Gemeinde und liegt in der Oblast Stara Sagora. Bekannt ist sie für ihre Thermalbäder. Das Wasser ist hier bis zu 55 °C heiß.

## Lage
Die Stadt befindet sich im Rosental (bulg. Розова долина) nördlich von Stara Sagora zwischen Balkangebirge und dem Höhenzug Sredna Gora.
Nur 20 km entfernt, befindet sich bei Usana der geografische Mittelpunkt des Landes. 10 km entfernt befindet sich die antike Stadt Seuthopolis.
Die Stadt liegt durchschnittlich auf 330 m.

## Gemeindegliederung
Das Gemeindegebiet hat eine Fläche von 518 km².

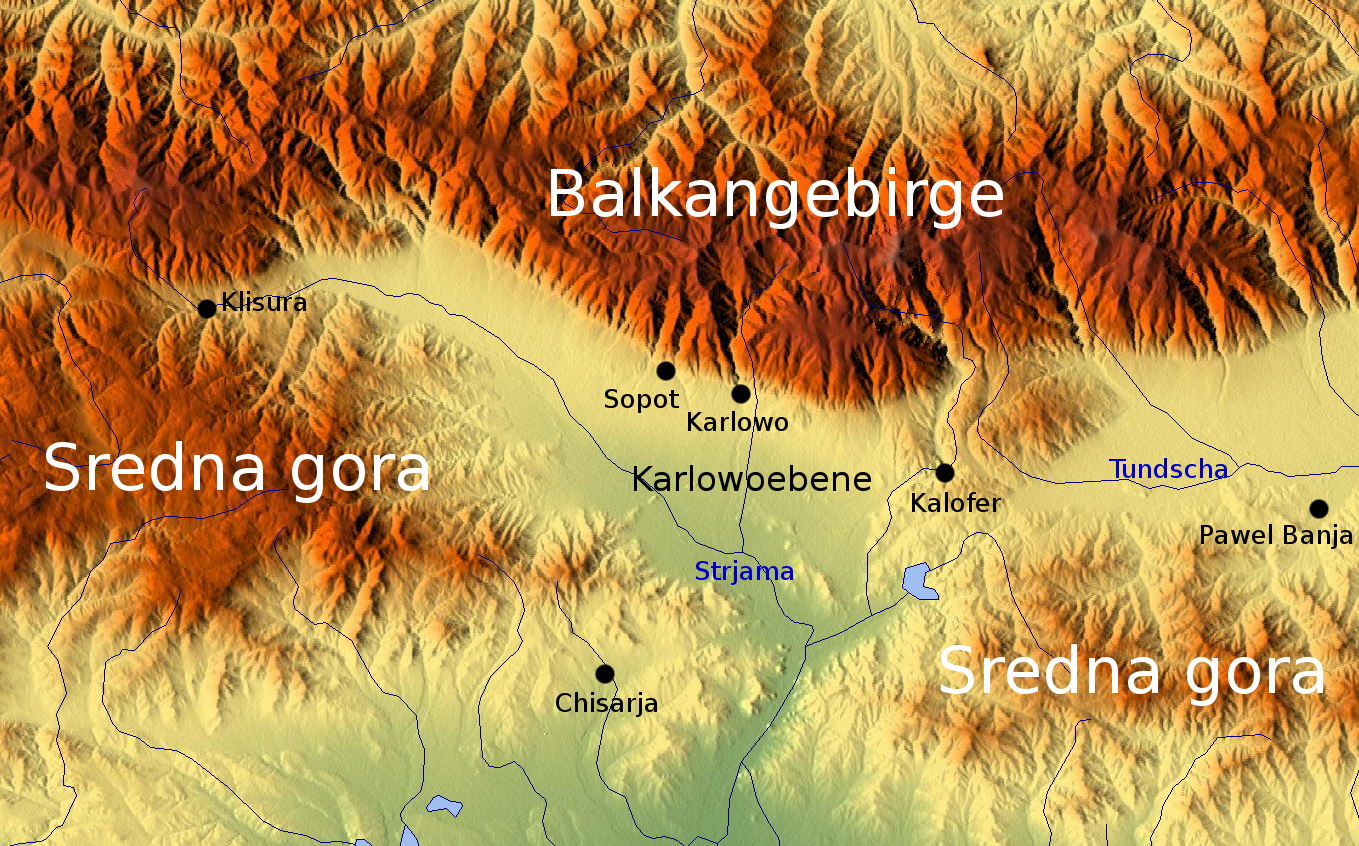
Pawel Banja im östlichen Teil des Rosentals

Zur Gemeinde gehören außer der Stadt noch 12 Dörfer:
| - Aleksandrowo - Asen - Widen - Gaberewo - Gorno Sachrane - Dolno Sachrane | - Manolowo - Osetenowo - Skobelewo - Turija - Tascha - Tarnetscheni |
| -------------------------------------------------------------------------- | ------------------------------------------------------------------- |

## Geschichte
Bis zur Unabhängigkeit Bulgariens existierte Pawel Banja nicht, jedoch waren die umliegenden Gebiete schon besiedelt.
Die Stadt, damals noch ein Dorf, wurde am 3. März 1878 gegründet, als die meisten Dörfer im Tal im damaligen Russisch-Türkischen Krieg angezündet waren und abbrannten und somit ein neues errichtet werden musste.

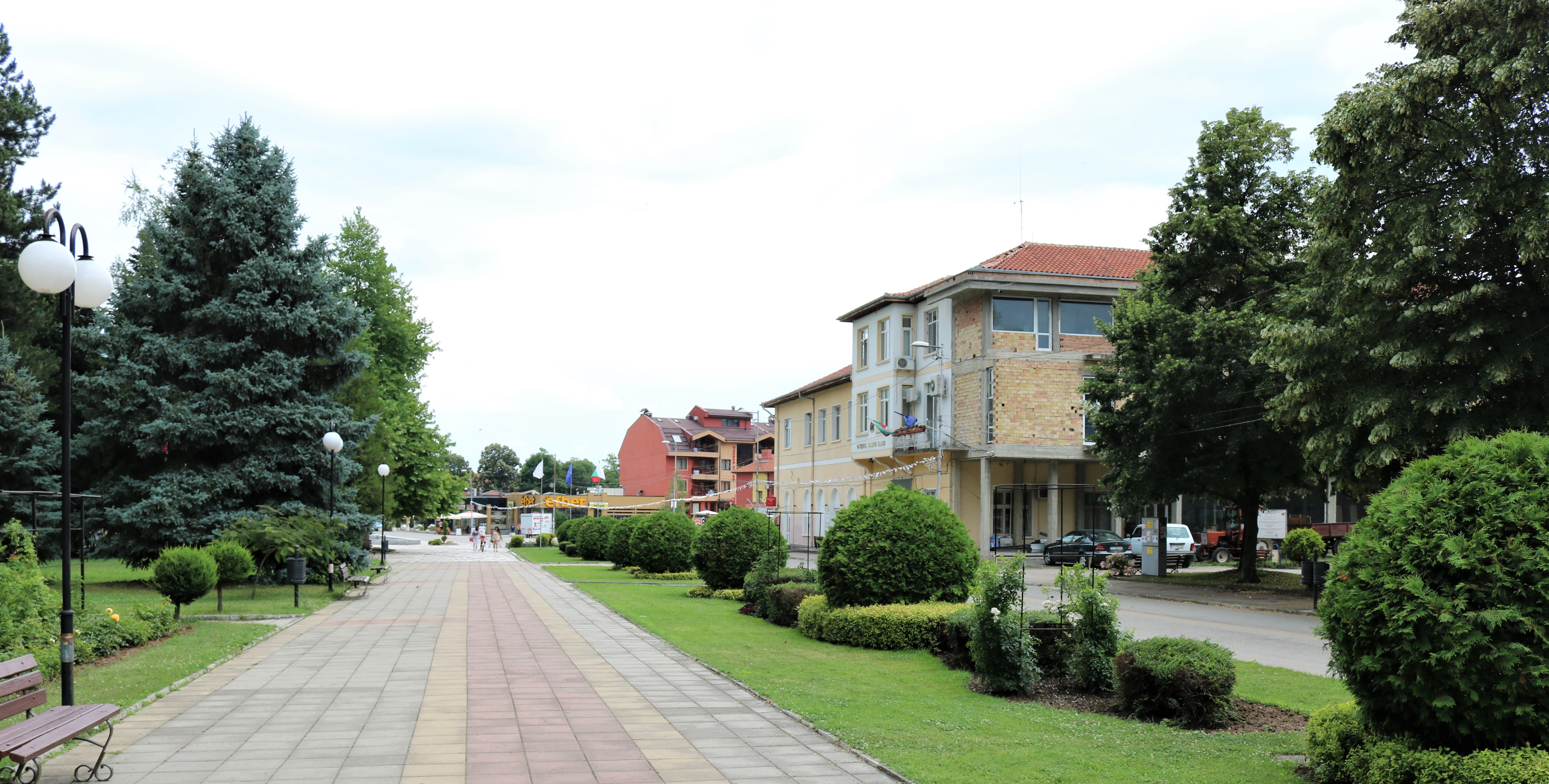
Zentrum der Stadt

## Verkehr
Durch die Stadt führt die Republikstraße 56. Nördlich der Stadt verläuft die Republikstraße 6, welche die Städte Sofia und Burgas verbindet. Sofia liegt dabei 192 km von Pawel Banja entfernt.
Pawel Banja hat einen eigenen Bahnhof an der Strecke Sofia-Burgas.